# 빌리 본

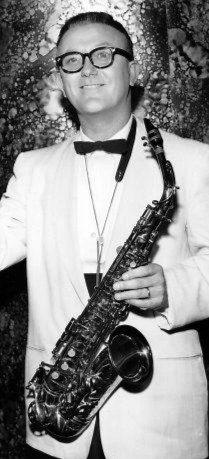
빌리 본

빌리 본(Billy Vaughn)은 미국의 가수이자 지휘자 겸 작곡가이다. 또한 오케스트라 리더이기도 하다.

## 생애
빌리 본은 1919년 4월 12일, 미국 켄터키주 글래스고에서 태어났다. 그의 아버지는 음악을 아주 사랑하는 이발사였는데, 그에게 많은 음악적 영감을 주었고 그가 홍역에 걸렸던 3살때 만도린을 가르쳐주기도 했다.
이후, 그는 여러 가지 악기들을 배웠다.
1941년, 빌리 본은 미국 주 방위군에 입대했다.
그는 최초의 1년만 복무할 계획이었으나 제2차 세계대전이 발발하자 해외로 파병되어 전쟁이 종료된 1945년까지 복무했다.
제대 이후 음악을 만들기로 결심하고 작곡 공부를 하기 위해서 웨스턴 켄터키 주립대학교(지금의 웨스턴 켄터키 대학교)에 입학했다.
그는 대학시절에 학자금을 조달하기 위해서 여러 일을 했는데, 지역의 나이트 클럽에서 피아노 연주 일자리를 구하지 못했을 때는 아버지로부터 배운 이발사 일을 하기도 했다.

## 활동상
당시 그가 다니던 대학교에는 지미 사카, 도널드 맥과이어, 세이모어 슈피겔만으로 구성된 힐 토퍼스라는 3인조 보컬 트리오가 있었다.
이 그룹은 그에게 피아노 연주자로 같이 활동해 줄 것을 권했으며, 이 그룹에서 피아노 연주를 했다.
그리고 얼마 지나지 않아서 그는 보컬에도 참여하게 되었고, 이 그룹은 그를 정식 멤버로 받아들여 3인조에서 4인조가 되었다.
이 그룹의 멤버로 곡 작업에도 참여하게 된 그는 Trying이라는 곡을 만들었는데, 이 곡은 1952년 차트에 오르면서 이 그룹 최초의 히트 곡이 되었다.
1954년에 그는 그룹을 탈퇴하여 테네시주 가라틴에 있는 닷 레코드사의 음악 감독으로 일하게 되었다.
그리고 얼마 후, 자신의 오케스트라를 결성하여 Melody of Love라는 곡을 빅 히트 시켰다.
이후 약 15년 동안 많은 곡들을 차트에 올리며 히트시켰고, 오케스트라의 리더로도 큰 성공을 거뒀다.
1991년 9월 26일, 향년 72세의 일기로 캘리포니아주 에스콘티도에서 암으로 사망했다.